# Ібал-пі'ел II
Ібал-пі'ел II (*д/н — бл. 1765 до н. е.) — лугаль міста-держави Ешнунна близько 1779—1765 років до н. е. (за іншою хронологією — 1784—1762 до н. е.).

## Життєпис
Походив з Аморейської династії Ешнунни. Син лугаля Дадуши. Посівши трон підтвердив угоду з царем Шамші-Ададом I угоду 1781 рок до н. е. За цим уклав союз з Хаммурапі, царем Вавилону. Їх спільні війська виступили проти міста-держави Малгіум, в якості захопили декілько містечок та взяли в облогу саму столицю. За цих осбтави лугаль Малгіума віддав данину в 15 талантів срібра (450 кг), яке Ібал-пі'ел II поділив із своїми союзниками.
Близько 1777 року до н.е вступив у союз з Хаммурапі, царем Вавилону, та Ярім-Лімом I, царем Ямхаду, сприямований проти Шамші-Адада I. Після смерті останнього близько 1776 року до н. е. виступив проти Ішме-Дагана I, царя Ашшура, в той час як союзник Ярім-Лім I атакував іншого сина Шамші-Адада I — Ясмах-Адада. Разом з тим хаммурапі не підтримав цієї кампанії. Навпаки відправив 6-тисячне військо на допомогу Ішме-Дагану I. Це зірвало наступ.
За цих обставин Ібал-пі'ел II уклав союз з Еламом та почав перемовини з Зімрі-Лімом, царем Марі. В результаті Ішме-Даган I зазнав поразки й втратив більшість володінь.
Невдовзі Ібал-пі'ел II погиркався з Зімрі-Лімом через прав на область Суху (між Рапікумом і Аною). В результаті склалася антиешнуннська коаліція у складі Ямхаду і Марі, яка відвоювала міста Ана і Рапікум.
1772 року до н. е. війська Ешнунни перейшли у наступ, скориставшись війною Ямхада і Катни. Зімрі-лімом не зміг вправно протидіяти, залишивши міста Рапікум, Ана, Яблію і Мульхан. за цим відправив інше військо для підкорення міста Шубат-Енліль, маючи на меті підкорити усю Верхню Месопотамію. було підкорено Ашшур і Екаллатум. З огляду на ці успіхи Карні-Лім, цар Андаріга, визнав зверхність Ешнунни. В результаті вдалося захопити передгір'я з містом Шубат-Енліль.
Проти Ібал-пі'ел II виступив Зімрі-Лім, що став підходити до Андарігу. В цей час цар Ешнунни отримав звістку про напад кочівників або еламітів на власні землі Ешнунни, тому швидко рушив туди. Цим скористався зімрі-Лім, що відвоював землі підкорені Ешнунною під час цього походу. Але проти нього повстали племена ямінітів біля Тутуля, внаслідок чого суперник Ібал-пі'ела II також не скористався успіхом. Зрештою було укладено мирну угоду, за якою цар Марі отримував більшість області Суху (натомість номінально визнав зверхність Ешнунни), держави Ашшур і Андаріг відновлювали самостійність. Вавилонський цар хаммурапі, що також втрутився у протистояння, отримав місто Рапікум.

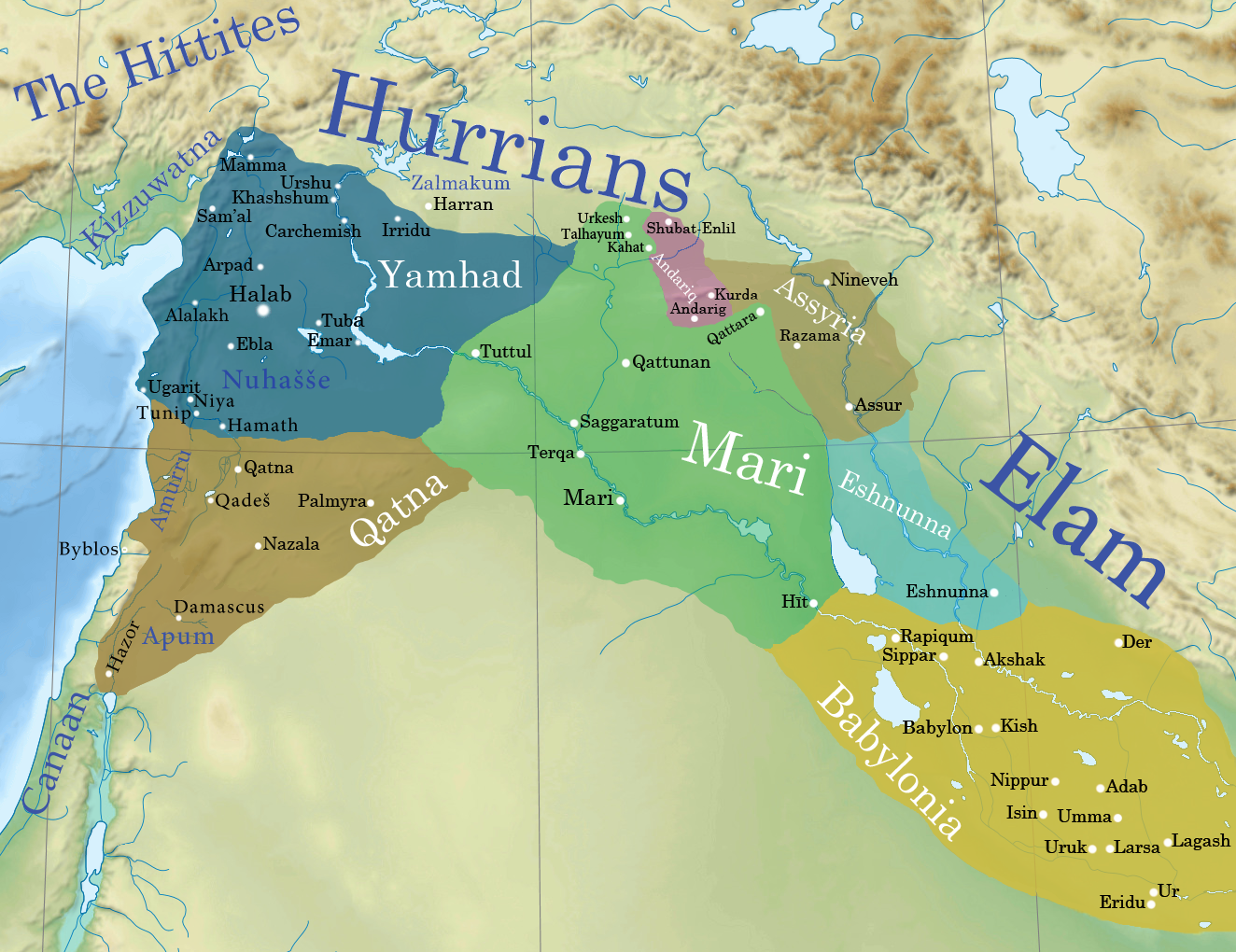
Ешнунна наприкінці панування Ібал-пі'ела II

 Близько 1765 року до н. е. Сіве-палар-хуппак, цар Еламу, виступив проти Ешнунни. На його бік перейшли хаммурапі, цар Вавилону, і Зімрі-Лім, цар Марі. В результаті Ібал-пі'ел II зазнав нищівної поразки і загинув, а його столицю було захоплено еламітами. Хаммурапі отримав міста Манкісум і Упі, Ішме-Даган I — Екаллатум. Лише 1764 року до н. е. відновлено царську владу на чолі із Сіллі-Сіном.